# رومي شميت
رومي شميت (بالإسبانية: Romy Schmidt)‏ هي محامية تشيلية، ولدت في 18 نوفمبر 1965.